# Parupeneus minys
Parupeneus minys là một loài cá biển thuộc chi Parupeneus trong họ Cá phèn. Loài này được mô tả lần đầu tiên vào năm 2009.

## Từ nguyên
Từ định danh minys trong tiếng Hy Lạp cổ đại mang nghĩa "nhỏ bé", hàm ý đề cập đến kích cỡ nhỏ bé của loài cá này so với các loài cùng chi.

## Phân bố và môi trường sống
P. minys hiện chỉ được biết đến ở 3 địa điểm phía tây Ấn Độ Dương: bờ biển Mozambique, đảo san hô Poivre của Seychelles và ngoài khơi bang Kerala của Ấn Độ. Một chú thích ảnh chụp từ vùng đông bắc Ấn Độ ghi là Parupeneus heptacantha có thể là P. minys.
P. minys sống trên nền đáy cát chứa đá vôi thô với vôi rhodolith, được thu thập ở độ sâu từ 43–55 m.

## Mô tả
Chiều dài cơ thể lớn nhất được ghi nhận ở P. minys là 10,7 cm. Cá có lưng màu hồng, hồng nhạt đến trắng dần về phía bụng với một dải vàng nhạt dọc theo đường bên. Một số vảy đường bên có các vạch màu trắng lam. Có một vệt trắng lam bao quanh phần dưới của mắt và xiên xuống môi trên. Râu cá màu trắng. Có các đốm vàng với chấm xanh nhạt đến trắng dọc theo các tia vây.
Số gai vây lưng: 8; Số tia vây lưng: 9; Số gai vây hậu môn: 1; Số tia vây hậu môn: 7; Số tia vây ngực: 15–16.

## Khai thác
P. minys được khai thác trong ngành đánh bắt cá phèn hỗn hợp.